# Vektor (epidemiologija)
Vektor u epidemiologiji označava organizam koji ne uzrokuje bolest već samo prenosi uzročnika bolesti s jednog domaćina na drugoga.
Razlikujemo mehaničke vektore i biološke vektore. Mehanički vektori samo prenose uzočnika bolest, dok se u biološkim vektorima uzročnici razmnožavaju i/ili sazrijevaju.
Najčešći vektori u prirodi su člankonošci npr.:
- muha - mehanički prenosioci raznih bakterija
- komarac - komarci roda Anopheles prenose malariju
- krpelj - krpeljni meningoencefalitis, borelioza

Vektori mogu biti i sisavci npr.:
- šišmiš - bjesnoća